# 1818 en droit
Cet article présente les faits marquants de l'année 1818 en droit.

## Événements
- L'île de Cuba obtient la liberté de commerce.

### Février
- 12 février : indépendance du Chili proclamée par O'Higgins, assurée après la bataille de Maipú le 5 avril. O'Higgins devient le premier président du Chili (fin en 1823). Il impose facilement un État centralisé et autoritaire.

### Mai
- 26 mai : abolition des droits de douanes intérieures en Prusse, mesure préconisée par le conseiller économique de Frédéric-Guillaume III de Prusse, Karls-Georg Massen.
- 26 mai : constitution d’inspiration libérale en Bavière. Les deux Chambres obtiennent le vote des impôts et le droit de pétition, garantie la liberté des cultes. Le souverain reste tout puissant.

### Août
- 2 août : le Bade se dote d'une constitution. Le servage est aboli.

### Novembre
- 21 novembre : abolition de la traite des Noirs par la France au traité d'Aix-la-Chapelle.

## Naissances
- 22 août :  Rudolf von Jhering, juriste allemand († 17 septembre 1892).